# Данило Галицький (срібна монета)
«Дани́ло Га́лицький» — пам'ятна срібна монета номіналом 10 гривень, випущена Національним банком України, присвячена галицько-волинському князю і полководцю Данилу Романовичу (1201—1264).
Монету введено в обіг 1 липня 1998 року. Вона належить до серії «Княжа Україна».

## Опис монети та характеристики
| Номінал грн. | Метал  | Маса, г      | Діаметр, мм | Якість виготовлення | Гурт     | Тираж, штук |
| ------------ | ------ | ------------ | ----------- | ------------------- | -------- | ----------- |
| 10           | срібло | 31,1 / 33,62 | 38,61       | пруф                | рифлений | 10 000      |

### Аверс
На аверсі монети в обрамленні інтерпретованого орнаменту капітелей галицької кам'яної церкви XII ст. із вплетеними в нього гербовими фігурами птаха і лева — символів міст Галича і Львова — розміщені зображення малого Державного герба України, стилізовані написи в чотири рядки: «УКРАЇНА», «10 ГРИВЕНЬ», «1998» та позначення, проба і вага металу.

### Реверс

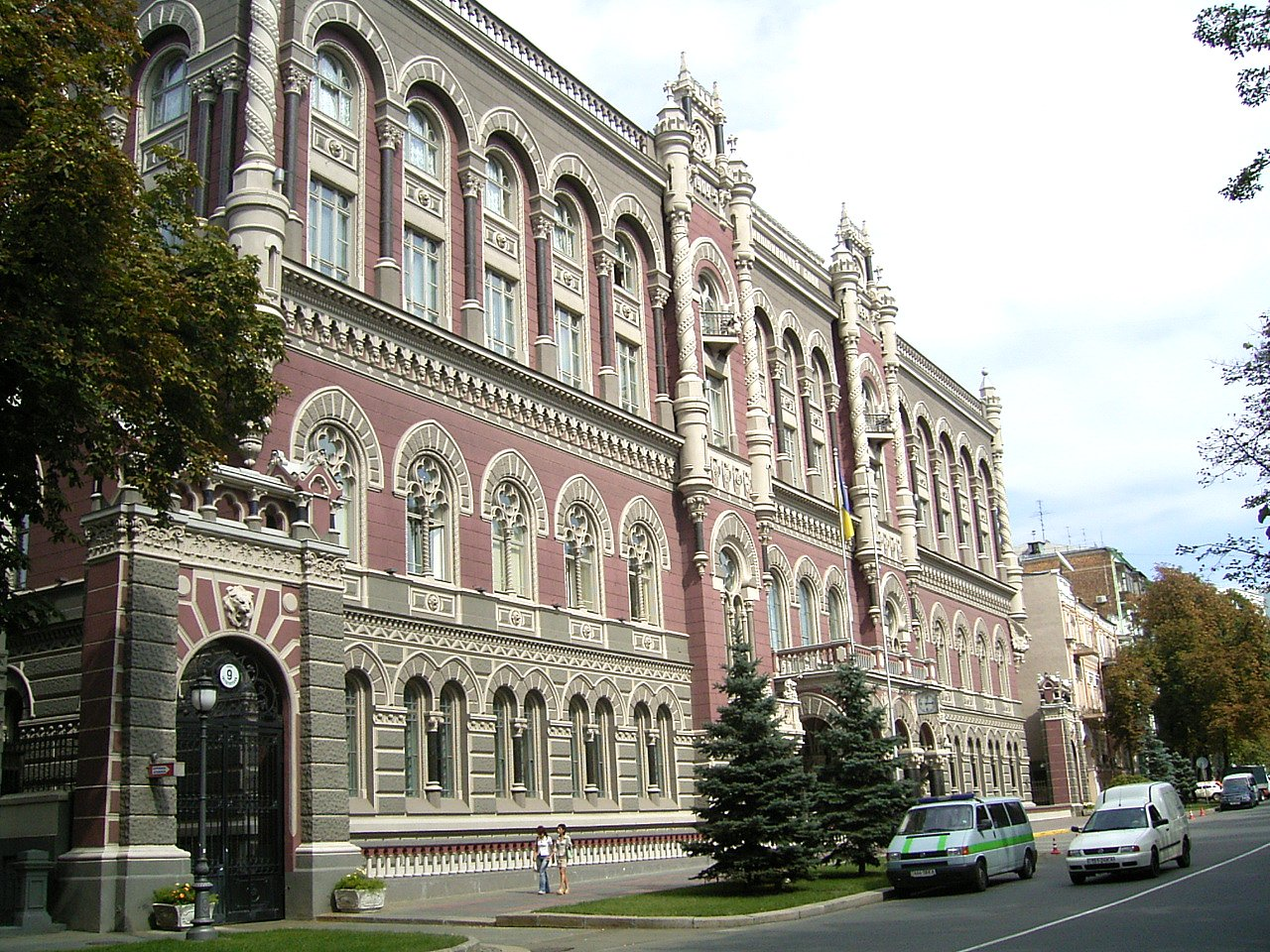
Будівля Національного банку України

На реверсі монети на тлі імітованого сувою розгорнуто трипланову композицію, що складається із зображень поясного портрета коронованого князя Данила в урочистому військовому обладунку, давньоруських будівель і княжого війська. На монеті розміщені стилізовані написи і роки правління князя: «ДАНИЛО ГАЛИЦЬКИЙ» і 1205—1264 (угорі в два рядки) та «КНЯЖА УКРАЇНА» (унизу в два рядки).

## Автори
- Художники: Козаченко Віталій, Таран Володимир, Харук Олександр, Харук Сергій.
- Скульптори: Чайковський Роман, Дем'яненко Володимир.

## Вартість монети
Ціна монети — 575 гривень була вказана на сайті Національного банку України в 2012 році.
Фактична приблизна вартість монети, з роками змінювалася так:
| Рік        | 2010 | 2011 | 2012 | 2013 | 2014 | 2015  | 2016 | 2017  | 2018  | 2019  | 2020  | 2021  | 2022  | 2023  | 2024  | 2025  |
| ---------- | ---- | ---- | ---- | ---- | ---- | ----- | ---- | ----- | ----- | ----- | ----- | ----- | ----- | ----- | ----- | ----- |
| Ціна, грн. | 450  | 550  | 550  | 570  | 420  | 1 100 | 950  | 1 300 | 1 100 | 1 070 | 1 120 | 1 270 | 1 450 | 1 950 | 3 250 | 3 900 |